# زمین‌لرزه ۱۶۶۸ شاندونگ
زمین‌لرزه ۱۶۶۸ شاندونگ (چینی: 郯城大地震) زمین لرزه‌ای بزرگ در دوران دودمان چینگ در استان شاندونگ در ۲۵ ژوئیه ۱۶۶۸ بود. این زمین‌لرزه بزرگی تخمینی ۸٫۵ Ms (مقیاس‌های بزرگی لرزه‌ای) داشت که آن را به بزرگ‌ترین زمین‌لرزه تاریخی در شرق چین و یکی از بزرگ‌ترین زلزله‌های تاریخ تبدیل کرد. این زمین لرزه اثرات فاجعه باری برای منطقه داشت. تخمین زده می‌شود که ۴۳۰۰۰ تا ۵۰۰۰۰ نفر در این زمین لرزه جان خود را از دست دادند و اثرات آن به‌طور گسترده احساس شد. مرکز زمین لرزه ممکن است بین شهرستان‌های جو و تانچنگ، در شمال شرقی شهر لینیای در سطح استان در جنوب شاندونگ واقع شده باشد.
تنها در شهرستان جو، بیش از ۲۰٬۰۰۰ نفر کشته شدند. منازل مسکونی و اداری ویران شد. مدارس، معابد، انبارها و دیوارهای شهر فرو ریختند. در Mashi, Wulugu, Yanjiagu, Shifengdo, Keluodo و Maqi، رانش زمین روی تپه‌ها رخ داد. فرونشست زمین و ریزش گسترده در همه جا دیده می‌شد.
امپراتور کانگ‌شی دستور داد تا اقدامات امدادی را انجام دهند. در ۴۰ استان و شهرستان، عوارض مالیاتی معاف اعلام شد.